# 阿比伊
阿比伊（法語：Abilly，法語發音：[abiji] ⓘ）是法国安德尔-卢瓦尔省的一个市镇，位于该省南部，和维埃纳省接壤，属于洛什区。

## 地理
阿比伊（46°56'28"N, 0°43'40"E）面积30.27 平方千米，位于法国中央-卢瓦尔河谷大区安德尔-卢瓦尔省，克勒茲河由南向北流经境内西部，克莱斯河则自东向西汇入克勒兹河。
与阿比伊接壤的市镇（或旧市镇、城区）包括：巴鲁、大普雷西尼、拉盖尔什、笛卡尔、讷伊勒布里尼翁、比克瑟伊、勒尼、克勒兹河畔圣雷米。
阿比伊的时区为UTC+01:00、UTC+02:00（夏令时）。

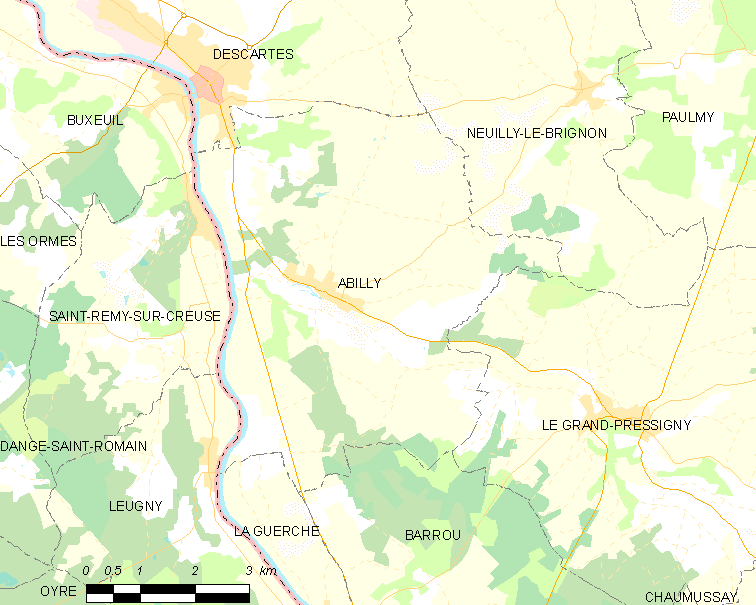
阿比伊的OSM定位图

## 行政
阿比伊的邮政编码为37160，INSEE市镇编码为37001。

## 政治
阿比伊所属的省级选区为笛卡尔县。

## 交通
连接笛卡尔和拉罗什波赛的省道D750线经过阿比伊西部，另有省道D42线和D53线在镇中心交汇。

## 人口

1962-2008年间阿比伊人口变化图示

阿比伊于2022年1月1日时的人口数量为1125人。